# Río Dee
El río Dee (Gaélico escocés: Uisge Dè) es un río que se encuentra en Aberdeenshire, Escocia. Sus fuentes se encuentran en el Cairngorms y fluye a través de "Royal Deeside" hasta desembocar en el mar del Norte en Aberdeen.

## Curso
El río Dee nace a unos 1400 m de altura en la meseta de Braeriach. El agua emerge en una serie de pozos de agua y fluye atravesando la meseta hasta su borde, precipitándose en el An Garbh Choire. El Dee se junta con un tributario proveniente de Pools of Dee en Lairig Ghru y pasa entre Ben Macdui y Cairn Toul. Luego posee una serie de cascadas en el Chest of Dee en su camino hacia el Puente Blanco, y su confluencia con el Geldie Burn. 

## Galería

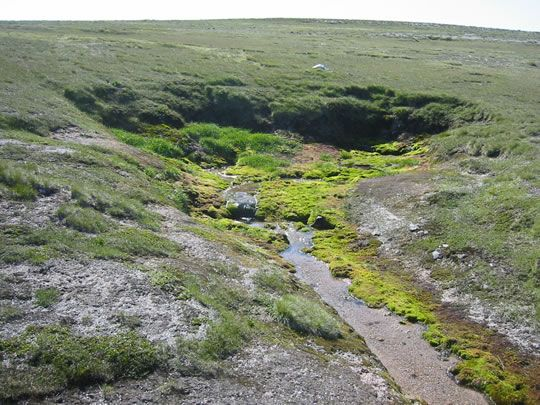
Pozos del Dee en Braeriach
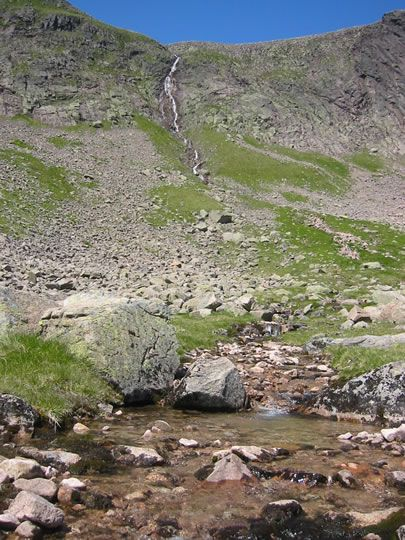
Rápidos del Dee, An Garbh Choire
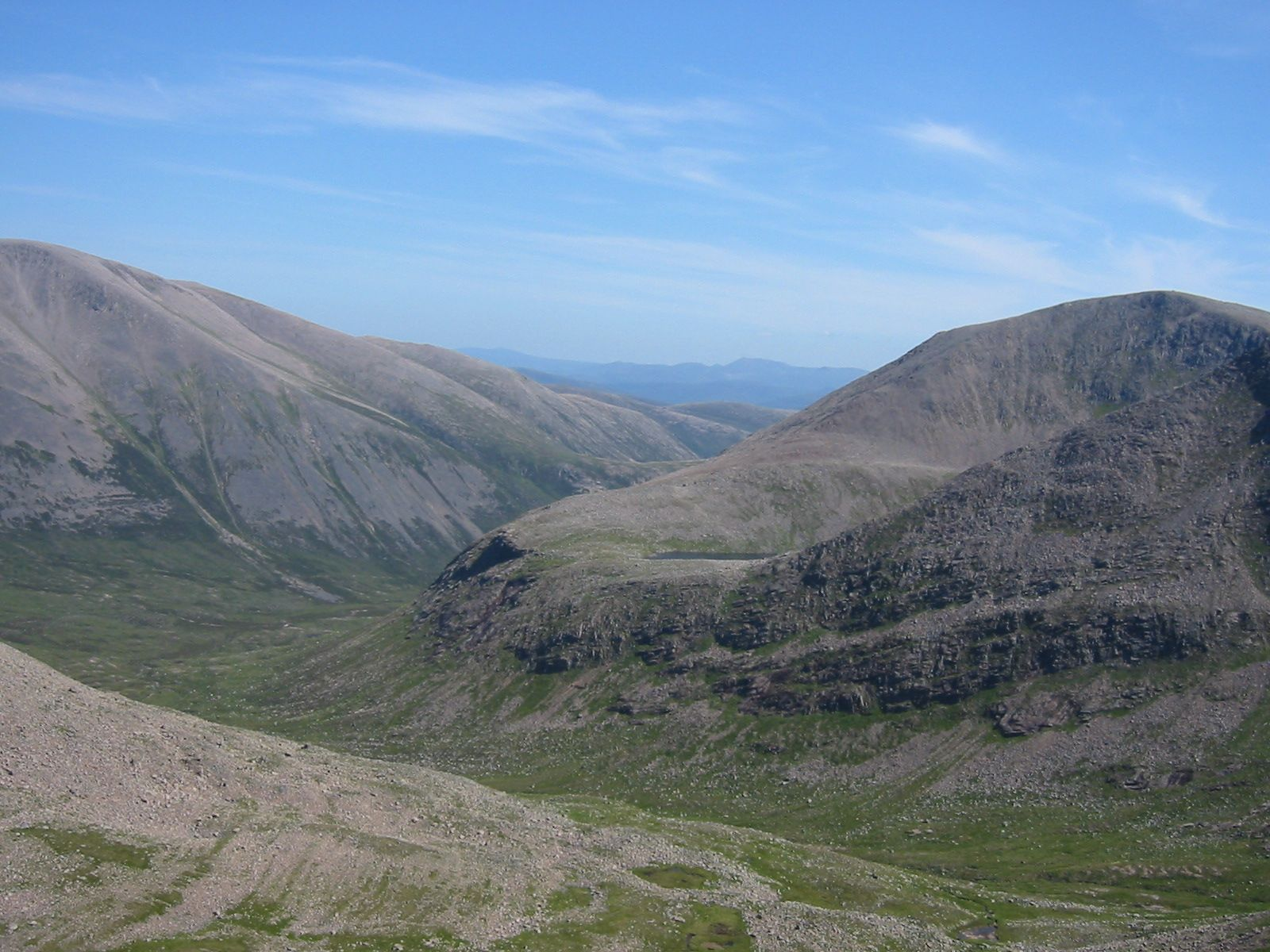
Cairn Toul & Ben Macdui
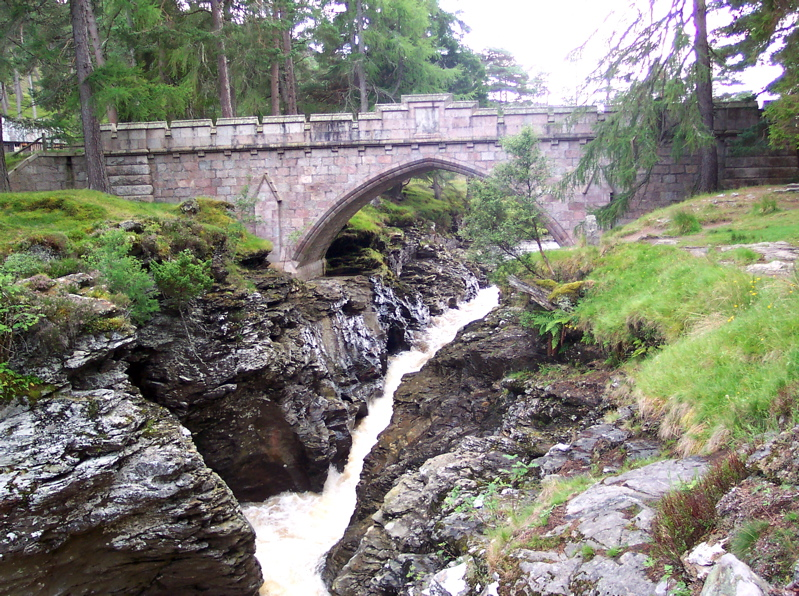
Linn of Dee - pequeña cascada cerca de Braemar